# لودويغ ريس
لودويغ ريس (بالألمانية: Ludwig Riess)‏ (و. 1861 – 1928 م) هو مؤرخ، وأستاذ جامعي ألماني، توفي في سبرينغفيلد، أوهايو، عن عمر يناهز 67 عاماً.

## مناصب
تولى منصب Foreign government advisors in Meiji Japan ‏.